# En dag i oktober
En dag i oktober är en roman av den norske författaren Sigurd Hoel, utgiven 1931.
Romanen utspelar sig under en dag, den tionde oktober, i ett hyreshus på St. Hanshaugen i Oslo. Romanen beskriver de olika invånarnas liv. Den är enligt den norska litteraturhistorikern Philip Houm inspirerad av den amerikanska dramatikern Elmer Rice pjäs Street Scene i användandet av tid och plats som enhet. Houm skriver vidare att "formen passar utmärkt till uppgiften Hoel hade åtagit sig. Att göra ett snabbt och satiriskt snitt genom det samtida borgerliga livet, särskilt det äktenskapliga livet". 
Ramen i form av tid och plats bryts av ett av de berörda paren, och dessa blir en slags huvudpersoner, i mitten av det breda tvärsnittet. Redan i det inledande kapitlet presenteras den unga frånskilda Tordis Ravn som hyr ett rum i huset. Hennes i grannarnas ögon omoraliska liv gör dem ursinniga och hennes nervsammanbrott orsakar även det rabalder. Tordis före detta make, doktor Ravn, är en distanserad naturvetenskapsman, som förråder sin partner och kärlek, eftersom han inte vågar binda sig - då han inte känner tillräckligt mycket kärlek. Detta är dock något han får anledning att ångra. 
Romanen filmatiserades i Sverige 1956 som Egen ingång, i regi av Hasse Ekman och med manus av Ekman och Hoel. 